# Pakod
Pakod is een plaats (község) en gemeente in het Hongaarse comitaat Zala. Pakod telt 998 inwoners (2001).